# 청량중학교 (서울)
청량중학교(淸凉中學校)는 서울특별시 동대문구 청량리동에 있는 공립 중학교이다.

## 학교 연혁
- 1951년 8월 30일 : 서울 공립 농업학교에서 분리되어 3개학년 15학급 정원 900명으로 개교
- 1952년 3월 15일 : 제1회 졸업식 거행 (50명)
- 1952년 3월 31일 : 18학급 정원 1,080명으로 학칙 변경
- 1952년 4월 8일 : 구 경성 법학 전문학교 교사(청량리 3-1)로 이전
- 1982년 3월 1일 : 신내중학교 폐교로 남 6, 여 9학급으로 본교로 진입
- 2014년 11월 26일 : 체육관 및 다목적 강당 개관식
- 2019년 1월 31일 : 제68회 졸업식 (누계 38,372명)
- 2021년 3월 1일 : 제23대 김선관 교장 취임
- 2023년 1월 31일 : 제72회 졸업식(남 94명, 여 63명)
- 2023년 3월 2일 : 입학식 (115명)

## 참고 자료
- 청량중학교 - 한국교육학술정보원 학교알리미